# 옐로재킷 (마블 코믹스)

옐로재킷(Yellowjacket)은 마블 코믹스가 출판하는 만화책의 등장인물이다. 2015년 영화 《앤트맨》에는 코리 스톨이 연기한다.
옐로재킷이라는 코드 네임을 사용한 캐릭터이다.

## 리타 디마라
리타 디마라는 2대의 옐로재킷으로, 빌런으로 첫 등장했다.

## 담당 배우

### 영화
- 앤트맨 (2015) - 코리 스톨